# NGC 5747
NGC 5747 (również IC 4493, PGC 52638 lub UGC 9496) – galaktyka spiralna z poprzeczką (SBbc), znajdująca się w gwiazdozbiorze Wolarza. Odkrył ją William Herschel 15 marca 1784 roku.